# 申告納税制度
申告納税制度（しんこくのうぜいせいど）とは、国等の税金について納税者自らが、税務署へ所得などの申告を行うことにより税額を確定させ、この確定した税額を納税者が自ら納付する制度である。アメリカ合衆国・イギリスなど世界各国で採用されている。
申告納税制度に対し、行政機関の処分により税額を確定する方法を賦課課税制度といい、日本においても地方税ではこの方法が一般的である。また国税にあっても、日本では太平洋戦争以前は賦課課税制度が採られ、税務官署が所得を算定し税額を納税者に告知していた。しかし1947年（昭和22年）、各種制度の民主化の一環として主要3税について申告納税制度が採用された。
一般に「民主的な納税制度」とみなされることが多いが、それについては民主主義との関連を疑問視する見解もある。

## 日本
国税通則法第16条に規定されている。納付すべき税額が納税者自身のおこなう申告により確定することを原則とし、申告がない場合または申告が不相当と認められる場合に限り、租税行政庁の更正ないし決定によって税額を確定するという租税制度であり、1947年、所得税、法人税、相続税の3税に導入され、その後、多くの国税に適用されるようになったものである。

### 歴史
1946年（昭和21年）11月の日本国憲法制定にはじまる戦後の民主化政策は租税制度におよび、直接税（国税）においては申告納税制度が全面的に採用されるにいたった。納税者が自己の所得および税額を自ら計算しかつ納付する自主申告納税制度は、民主国家の財政を国民自らが支えるという民主的納税思想に根ざすと考えられ、また、当時にあっては日中戦争および太平洋戦争によって多くの政府要員が失われ、残された数少ない要員のもと大衆課税によって激増する納税者の課税を行う点でも合理的とみなされた。改正にあたっては、当時日本を占領していた連合国軍最高司令官総司令部（GHQ）の影響が強く、さらに1949年（昭和24年）に2度にわたって出されたシャウプ勧告や米国留学の経験をもつ大蔵官僚などを通じていっそう米国の影響を受けることとなった。

### 申告納税制度を支える仕組み
納税者本人が税法を正しく理解し、法律に定められた正しい申告と納税をするという民主主義の流れの一つとされている。納税者が行う税務申告により一次的に納税額が確定し、納税者の申告がない場合又はその申告が正しくない場合には、税務署長がこれを是正する更正又は決定により二次的に納税額が確定するものとしている。
申告納税制度を担保するためには 青色申告制度や各種附帯税及び罰則などが設けられており、適切な指導と税務調査の実施を行い、租税の意義や税法の知識、手続きについての広報活動や租税教育、税務相談など納税者サービスの充実により、申告納税の適正さが確保される仕組みになっている。